# Оперски редитељ
Оперски редитељ је позоришни редитељ специјализован за стварање и постављање оперских представа. Његова улога је кључна у уметничком обликовању оперског дела на сцени, тумачењу либрета и музичке партитуре, и вођењу целокупног креативног и извођачког тима ка јединственој уметничкој визији. Оперски редитељ блиско сарађује са диригентом, сценографом, костимографом, дизајнером светла, певачима (солистима), хором и другим учесницима у продукцији.

## Улога и одговорности
За разлику од редитеља у драмском позоришту, оперски редитељ мора да своју концепцију и рад са извођачима усклади са већ постојећом и доминантном музичком структуром опере. Главне одговорности оперског редитеља укључују:
- Анализа и интерпретација: Детаљно проучавање либрета, музичке партитуре, историјског и културног контекста дела. Развијање јединственог редитељског концепта и тумачења.
- Концептуализација и дизајн: Блиска сарадња са дизајнерским тимом (сценограф, костимограф, дизајнер светла) на стварању визуелног идентитета представе који подржава редитељску интерпретацију.
- Рад са певачима: Вођење певача у глумачком обликовању ликова, сценском кретању и драмском изразу, уз пуно поштовање музичких и вокалних захтева њихових улога.
- Сценско постављање (Режија): Организовање простора, кретања и мизансцена за солисте, хор и евентуално балет или статисте.
- Координација са диригентом: Континуирана сарадња са диригентом како би се постигла усклађеност између музичког извођења и сценске радње. Диригент је примарно одговоран за музички аспект, док је редитељ одговоран за сценски.
- Процес проба: Вођење сценских проба, од појединачних радних проба до генералних проба са оркестром и комплетним ансамблом.
- Техничка реализација: Надгледање уклапања свих техничких елемената (сценографија, костими, светло, реквизити) у представу.

## Вештине и знања
Успешан оперски редитељ треба да поседује широк спектар вештина и знања:
- **Познавање музике:** Способност читања партитуре, разумевање музичких форми, стилова, хармоније, ритма и оркестрације.
- **Позоришна знања:** Познавање принципа режије, глуме, драматургије и сценског дизајна.
- **Познавање опере:** Добро познавање оперског репертоара, историје опере и вокалних фахова.
- **Комуникационе и лидерске вештине:** Способност јасног преношења идеја и вођења великог и разноликог уметничког тима.
- **Визуелна писменост:** Осећај за простор, композицију, боју и светло.
- **Способност решавања проблема:** Сналажење у сложеним продукционим условима и уметничким изазовима.

## Приступи режији у опери
Као и у драмском позоришту, и у опери постоје различити приступи режији:
- **Традиционални приступ:** Настоји да представи дело у складу са оригиналним замислима композитора и либретисте, поштујући историјски контекст и извођачку традицију. Пример су често раскошне поставке Франка Зефирелија.
- **Модернистички / Концептуални приступ (Regietheater):** Редитељ нуди ново, често радикално тумачење дела, смештајући радњу у другачији временски или друштвени контекст, наглашавајући одређене теме или идеје релевантне за савременог гледаоца. Овај приступ је доминантан у немачком говорном подручју, али је широко распрострањен.
- **Стилизовани или апстрактни приступ:** Фокусира се на визуелне аспекте, симболику и атмосферу, понекад умањујући значај нарације или психолошког реализма. Пример је рад Роберта Вилсона.

## Образовање
Пут до професије оперског редитеља може бити различит. Неки редитељи долазе из света драмског позоришта, док други имају музичко образовање (нпр. студије музикологије, дириговања или чак композиције). У Србији, основно образовање се стиче на катедрама за позоришну режију на Факултету драмских уметности или сродним академијама, уз додатно интересовање и специјализацију за оперу кроз праксу или постдипломске студије. Постоје и специјализовани курсеви и програми за оперску режију у иностранству.

## Значајни оперски редитељи

### Међународни (избор)
- Вјеланд Вагнер
- Валтер Фелзенштајн
- Гец Фридрих
- Франко Зефирели
- Жан-Пјер Понел
- Питер Брук
- Патрис Шеро
- Хари Купфер
- Роберт Вилсон
- Питер Селарс
- Кшиштоф Варликовски
- Стефан Херхајм
- Бари Коски
- Дејвид Меквикар

### Српски / Југословенски (избор)
- Младен Сабљић (1913—2003): Дугогодишњи редитељ и директор Опере Народног позоришта у Београду, професор на ФДУ, познат по класичним поставкама широког репертоара.[4]
- Дејан Миладиновић (1948—2017): Изузетно плодан редитељ, дугогодишњи директор Опере Народног позоришта у Београду и професор, режирао преко 160 представа (опера, оперета, мјузикла) у земљи и иностранству.[5]
- Борислав Поповић (1930—2010): Позоришни и оперски редитељ, дугогодишњи члан Народног позоришта у Београду, познат по психолошки продубљеним режијама.[6]
- Небојша Брадић (1956): Свестрани позоришни и оперски редитељ, професор, бивши министар културе и управник више позоришта (укључујући Народно позориште); у Мадленијануму режирао опере и мјузикле попут Тесла, Јадници, Ребека.[7]
- Александар Николић: Редитељ активан у драми и опери, сарадник Народног позоришта у Београду на обновама и режијама опера (нпр. Травијата, Кармен).[8]
- Тадија Милетић : Редитељ, драматург и менаџер у култури, оснивач Културног елемента; режирао опере у Мадленијануму, Народном позоришту Сарајево, као и у иностранству.[9][10]